# Broburn Wanderlust
Die Broburn Wanderlust ist ein einsitziges britisches Segelflugzeug. Es wurde von T. E. Brown und K. W. Radburn, zwei Beschäftigten der Firma Miles Aircraft, in Woodley entwickelt und gebaut. Der Name ihrer Gesellschaft, Broburn, leitet sich als Akronym aus den Bestandteilen ihrer Nachnamen ab. Der Erstflug erfolgte am 1. März 1947 durch den Cheftestpiloten von Miles, Hugh Kendall. Es blieb bei diesem einzigen Exemplar.

## Beschreibung
Die Wanderlust ist ein relativ kleiner Einsitzer, der für den Streckenflug ausgelegt wurde. Dabei ist die Flächenbelastung vergleichsweise hoch, um eine ausreichende Flugstabilität auch bei Starkwind sowie eine hohe Fluggeschwindigkeit zu erreichen. Das Flugzeug ist als Schulterdecker in Holzbauweise konstruiert. 
Die Tragflächen in Holm-Rippenbauweise haben einen einfachen Kastenholm und eine mit Sperrholz beplankte Torsionsnase und stoffbespannte Rippenfelder. Über die gesamte Spannweite ist die Endleiste eine Wölbklappen-Querruderkombination, die je Seite etwa bei der Hälfte geteilt ist, wobei die innere Hälfte als Wölbklappe und die äußere Hälfte als Querruder fungiert. Dieser Klappenkomplex ist als „externe Klappe“ ähnlich einem Junkers-Doppelflügel, der an aus der Profilkontur ragenden Trägerarmen angeschlagen ist, gestaltet. Die Wölbklappenfunktion wird über ein Handrad im Cockpit betätigt, wobei gleichzeitig auch die Querruder zur Auftriebserhöhung abgesenkt werden. Zur Verringerung des negativen Wendemoments werden die Ausschläge der Querruder durch die Betätigungsmechanik stark differenziert.
Das erhalten gebliebene Flugzeug ist im Museum of Berkshire Aviation in Woodley ausgestellt.

## Technische Daten
| Kenngröße                       | Daten                             |
| ------------------------------- | --------------------------------- |
| Besatzung                       | 1                                 |
| Spannweite                      | 10,36 m                           |
| Länge                           | 5,56 m                            |
| Flügelfläche                    | 6,97 m²                           |
| Flügelstreckung                 | 15,4                              |
| Tragflügelprofil                | NACA 23021 innen, NACA 4312 außen |
| V-Stellung                      | 4°                                |
| Flächenbelastung                | 22 kg/m²                          |
| Gleitzahl                       | 25 bei 56–59 km/h                 |
| Sinkrate                        | 1,98 m/s bei 153 km/h             |
| Leermasse                       | 113,4 kg                          |
| Startmasse                      | 204 kg                            |
| Mindestgeschwindigkeit          | 52 km/h                           |
| Zulässige Höchstgeschwindigkeit | 153 km/h                          |